# Potrzeby i interesy polityczne
Potrzeby i interesy polityczne to blisko spokrewnione terminy określające wewnętrzne zapotrzebowanie jednostki, grupy lub całego społeczeństwa na określone dobra i wartości, które mogą one otrzymać przez wpływ na proces decyzji politycznej. Mimo wielu wspólnych cech oba te terminy różnią się między sobą dość istotnie. Dlatego do pełnego zrozumienia tematu niezbędne jest wyszczegółowienie istotnych cech zarówno potrzeb jak i interesów politycznych.

## Potrzeby polityczne
Potrzeby polityczne to subiektywnie odczuwalny stan niedoboru dóbr i wartości niezbędnych do normalnego funkcjonowania podmiotu. Potrzeby motywują podmiot do działania i wywierania wpływu. Abraham Maslow zaproponował następujący ich podział:
- biologiczne
- bezpieczeństwa
- przynależności do grupy
- szacunku
- samorealizacji jednostki
- wiedzy i rozumienia rzeczywistości
- estetyczne

Potrzeby polityczne można rozumieć jako wewnętrzną chęć do partycypacji w procesie decyzyjnym o charakterze politycznym. Wtedy dotyczą one warunków istnienia i działalności podmiotów polityki, ich udziału we władzy o charakterze lokalnym, regionalnym, krajowym i międzynarodowym, sprawowania polityczno-prawnej kontroli nad instytucjami władzy itp. Jednakże potrzeby polityczne można też rozumieć jako oczekiwania i wymagania stawiane przez jednostki i grupy społeczne instytucjom władzy publicznej (partii, rządowi, ministrowi).
Kazimierz Biskupski w swojej pracy Problemy ustrojoznawstwa do podstawowych potrzeb politycznych zalicza potrzeby:
- elekcji
- koalicji
- reprezentacji
- bezpieczeństwa wewnętrznego i międzynarodowego
- ekspresji politycznej

Z kolei potrzeby te związane są z następującymi elementami życia politycznego:
- zdobywanie, sprawowanie, osłabianie i likwidacja władzy państwowej oraz wpływ na tę władzę
- tworzenie idei, norm, reguł i instytucji politycznych
- uczestnictwo w życiu politycznym poprzez artykulację, reprezentację i realizację interesów politycznych w drodze współpracy i walki
- suwerenność
- odrębność ideowo-polityczna
- tożsamość narodowa w otoczeniu międzynarodowym

Głównym czynnikiem warunkującym potrzeby polityczne jest sytuacja społeczno-ekonomiczna jednostki (obiektywna) i formułowane na jej podstawie hierarchie wartości i celów oraz strategie ich osiągania (subiektywne).
W stosunkach między różnymi podmiotami politycznymi mogą zachodzić relacje zgodności i konfliktowości ich potrzeb politycznych. Zaspokojenie potrzeb przebiega tylko w warunkach kooperacji – pozytywnej lub negatywnej. W praktyce poszczególne podmioty mają zróżnicowane szanse realizacji potrzeb politycznych. Konsekwencją niedopięcia dążeń może być wywołanie konfliktów. W takim przypadku niezbędne jest prowadzenie negocjacji, których celem będzie zaspokojenie potrzeb obu stron.
Potrzeby polityczne możemy klasyfikować stosując kryterium podmiotowe. Eugeniusz Zieliński wyróżnia na jego podstawie:
- Potrzeby indywidualne – związane są z wewnętrzną chęcią jednostki do posiadanie władzy, poprawienia i chronienia swojego statusu, kariery. Związane są ze specyfiką jednostki ludzkiej.
- Potrzeby grupowe – „są wyrazem zobiektywizowanego stanowiska grupowego”. Wiążą się z dążeniem do władzy i wpływu, odrębnością polityczną, kulturową i religijną. Istotną rolę w procesie wykształcania się potrzeb grupowych pełnią tożsamość i spójność grupy.
- Potrzeby ogólnospołeczne – są ucieleśnieniem dążeń całego społeczeństwa do suwerenności i autorytetu w otoczeniu międzynarodowym.

## Interesy polityczne
Interesy polityczne to jedna z form interesów społecznych. Różnią się one tym, że zainteresowanie podmiotów kieruje się na dobra polityczne, zarówno materialne, jak i duchowe. Interesy polityczne to wyrażane w różny sposób zainteresowanie danym dobrem politycznym oraz dążenie do jego zdobycia. Cel może być bardzo różny – od poczucia bezpieczeństwa socjalnego do zniesienia kwot połowowych. Zawsze mają one jednak ważną cechę wspólną – koncentrują wokół siebie grupy społeczne o takich samych lub podobnych interesach, integrują je i jednocześnie dają poczucie odrębności w sferze stosunków politycznych. 
Wyartykułowanie się grupowych interesów politycznych powoduje, że wchodzą one do systemu politycznego (są wejściem, czyli energią napędzającą go). Od tego momentu konfrontują się one z interesami innych grup. W ramach demokracji wpływ na podział dóbr mają organizacje polityczne i grupy interesu. Realizacja interesów politycznych dokonuje się poprzez przedstawicieli grup społecznych zasiadających w organach i instytucjach władzy. Ścisły sojusz organizacji politycznych z określoną grupą społeczną daje większe możliwości przełożenia potrzeb na różne formy decyzji politycznych i włączenia do obiegu materializacji w procesie wykonawczym. 
Eugeniusz Zieliński wyróżnia następujące kryteria klasyfikacji interesów politycznych:
- podmiot interesu
  - interes jednostki
  - interes grupy
  - interes ogólnospołeczny
- przedmiot interesu
  - interes ekonomiczny
  - interes socjalny
  - interes ideologiczny
  - interes kulturalny
- stopień uświadomienia interesu
  - interes uświadomiony
  - interes nie uświadomiony
- zakres sprzeczności interesu
  - interesy zbieżne
  - interesy kompromisowe
  - interesy sprzeczne

## Artykulacja potrzeb i interesów politycznych
Artykulacja potrzeb i interesów politycznych pełni bardzo istotną rolę w działaniach politycznych. Jest ona określana jako proces podejmowania działań zmierzających do spełnienia potrzeb i interesów określonych podmiotów, od momentu wyodrębnienia się tych wartości do ich zaspokojenia. W procesie tym ważne znaczenie ma koordynacja interesów (agregacja), która prowadzi do formułowania założeń programowych,  będących próbą wiązania i znajdowania kompromisu między interesami. Założenia programowe tworzone są w taki sposób, aby były możliwe do zrealizowania.
Artykulacja potrzeb i interesów politycznych przebiega przez kilka etapów. Najpierw polega ona na ujawnianiu i agregacji potrzeb, co przekształca je w interesy. Następnie interesy są popierane argumentami, co czyni z nich postulaty. Później następuje wybór postulatów do przekazania władzom oraz ich faktyczne przekazanie w celu osiągnięcia stanu umożliwiającego zaspokojenie interesów.